# Dare (La La La)
"Dare (La La La)" là một đĩa đơn của ca sĩ-nhạc sĩ người Columbia Shakira trích từ album phòng thu thứ 10 mang chính tên cô, Shakira (2014). Bài hát lần đầu được phát hành đến đài phát thanh hit đương đại tại Ý vào ngày 28 tháng 3 năm 2014 như là đĩa đơn thứ ba của album và sau đó được phát hành dưới dạng remix tại Hoa Kỳ bởi hãng RCA Records. Bài hát được chắp bút bởi Shakira cùng với Jay Singh, Dr. Luke, Mathieu Jomphe-Lépine, Max Martin, Cirkut, Raelene Arreguin, Lisa Lalalila và John J. Conte, Jr trong khi được sản xuất ởi Luke, Shakira, J2, Cirkut và Billboard. Bài hát là một bản uptempo, electronica được xây dựng trên tiếng trống và hô hào.
Một phiên bản mới của bài hát mang tên "La La La (Brazil 2014)" đã được phát hành vào ngày 27 tháng 3 như là bài hát chủ đề thứ hai cho World Cup 2014, trong đó lời bài hát được viết mới cùng với sự tham gia góp giọng của nhạc sĩ người Brazil Carlinhos Brown. Phiên bản đã nhận được sự tán dương bởi các nhà phê bình âm nhạc cũng như đạt được những chuyển biến tốt trên thị trường thương mại. Video của "La La La (Brazil 2014)" được đạo diễn bởi Jaume de Laiguana - một cộng tác viên lâu năm với Shakira, mang ảnh hưởng bởi những di sản truyền thống của Brazil - đất nước đăng cai kì World Cup 2014. Video có sự xuất hiện của những hình ảnh bộ lạc cũng như sự xuất hiện khách mời của một loạt các cầu thủ bóng đá, bao gồm Lionel Messi, Neymar, Cesc Fabregas, Sergio Agüero, Radamel Falcao, James Rodríguez, Eric Abidal, và bạn trai của Shakira Gerard Piqué cùng con trai Milan.

## Danh sách track và định dạng
Đĩa đơn CD - Bản gốc
1. "Dare (La La La)" - 3:06

Đĩa đơn CD - Bản Brazil 2014
1. "La La La (Brazil 2014)" (hợp tác với Carlinhos Brown) - 3:17

Đĩa đơn CD tại Tây Ban Nha - Bản gốc
1. "La La La (Spanish version)" - 3:06

Đĩa đơn CD tại Tây Ban Nha - bản Brazil 2014
1. "La La La (Brasil 2014) [phiên ab3n tiếng Tây Ban Nha]" (hợp tác với Carlinhos Brown) - 3:17

Đĩa đơn CD tại châu Âu
1. "Dare (La La La)" - 3:06
2. "La La La (Brazil 2014)" (hợp tác với Carlinhos Brown) - 3:17

Remix
1. "Dare (La La La) [Chuckie Remix]" - 4:20
2. "Dare (La La La) [Chus & Ceballos Brazil Fiesta Remix]" - 4:45

## Xếp hạng và chứng nhận
| Bảng xếp hạng (2014)                   | Vị trí cao nhất |
| -------------------------------------- | --------------- |
| Áo (Ö3 Austria Top 40)                 | 14              |
| Bỉ (Ultratop 50 Flanders)              | 9               |
| Bỉ (Ultratop 50 Wallonia)              | 3               |
| Brazil (Billboard Brasil Hot 100)      | 19              |
| Canada (Canadian Hot 100)              | 91              |
| Croatia (Airplay Radio Chart)          | 88              |
| Colombia (National-Report)             | 4               |
| Cộng hòa Séc (Rádio Top 100)           | 97              |
| Phần Lan (Suomen virallinen lista)     | 7               |
| Pháp (SNEP)                            | 11              |
| Đức (GfK)                              | 24              |
| Hy Lạp (Billboard)                     | 10              |
| Hungary (Single Top 40)                | 18              |
| Ireland (IRMA)                         | 67              |
| Italy (FIMI)                           | 3               |
| Luxembourg (Billboard)                 | 4               |
| Mexico (Billboard Mexican Airplay)     | 10              |
| Hà Lan (Dutch Top 40)                  | 61              |
| Ba Lan (Polish Airplay Top 100)        | 9               |
| Nga (Tophit Weekly General Airplay)    | 44              |
| South Korea (Gaon International Chart) | 10              |
| Tây Ban Nha (PROMUSICAE)               | 2               |
| Thụy Sĩ (Schweizer Hitparade)          | 3               |
| Thụy Sĩ (Romandie)                     | 1               |
| UK Singles (Official Charts Company)   | 106             |
| Ukraine (FDR Music Charts)             | 19              |
| Hoa Kỳ Billboard Hot 100               | 53              |
| US (Billboard Dance/Electronic Songs)  | 5               |
| Hoa Kỳ Dance Club Songs (Billboard)    | 2               |
| US (Billboard Hot Latin Pop Sóng)      | 7               |

| Quốc gia                                                                           | Chứng nhận | Số đơn vị/doanh số chứng nhận |
| ---------------------------------------------------------------------------------- | ---------- | ----------------------------- |
| Ý (FIMI)                                                                           | Vàng       | 15.000‡                       |
| * Chứng nhận dựa theo doanh số tiêu thụ. ^ Chứng nhận dựa theo doanh số nhập hàng. |            |                               |

## Lịch sử phát hành
| Nước  | Ngày                | Định dạng       | Định dãng   |
| ----- | ------------------- | --------------- | ----------- |
| Ý     | 28 tháng 3 năm 2014 | Hit đương đại   | Gốc         |
| Mỹ    | 12 tháng 5 năm 2014 | Tải kĩ thuật số | Remixes     |
| Đức   | 23 tháng 5 năm 2014 | CD              | Gốc         |
| Italy | 27 tháng 5 năm 2014 | Hit đương đại   | Brazil 2014 |